# 海边漫步

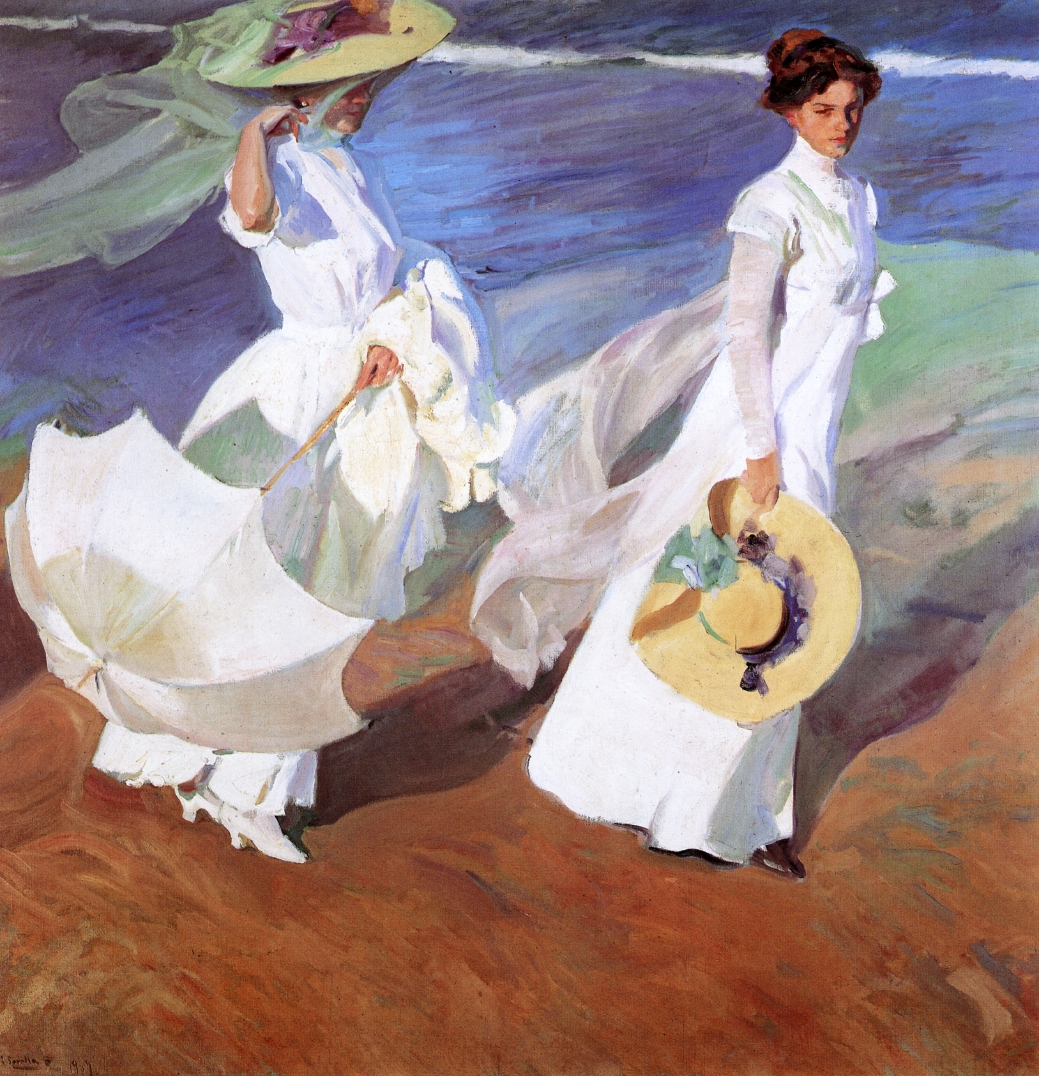
海边漫步

海边漫步（西班牙語：Paseo a la orilla(s) del mar）是西班牙画家华金·索罗拉创作于1909年的油画作品。

## 作品描述
该作品高205厘米，宽200厘米，表现了画家的妻子和长女在瓦伦西亚的海岸边散步的场景。这幅画现收藏于马德里的索罗拉博物馆。

## 画面分析
这幅油画所用的画布几乎是正方形的，规格也比一般的海景画都要大。 图中的两位女子的尺寸与真人大小相似，她们分别是画家的妻子克洛蒂尔德以及他的长女玛丽亚。其中，克洛蒂尔德直立着，靠近画面的边缘，而玛丽亚则把脸转向右肩方向，看向画面外的人。两人所漫步的沙滩位于瓦伦西亚的卡班加，也就是作者的故乡. 
画中母女两人身着1910年代的流行装扮，都穿着白色的夏装，母亲持着一把阳伞，女儿拿着一顶遮阳草帽。十九岁的玛丽亚身着白色的及地长裙，衬出了她纤长的身型。裙子的领部设有立领，袖子的部分与宽松的裙摆不同，为紧身款式，并使用了更透明的面料，在阳光下可以看到她手臂的光泽若隐若现。她的胸前有一个圆环，扣住了一块白色的丝巾，在海风的吹拂下飘荡在身后。 透过裙摆可以看到她穿着一双棕色的皮鞋，光滑的皮面在太阳照射下发出光泽，而她的右手拿着一顶黄色的弧形草帽，上面装饰着紫色的花朵以及青绿色的饰带。她棕色的秀发在脑后团起，由此我们能在海风中看清她的面容。
母亲步于女儿身后，也穿着一身白裙，头上戴着一顶同样缀有紫花的遮阳帽。与女儿不同的是，她的腰间束有白色的腰带，衬出了腰臀优美的曲线。她的左手臂上搭着一件白色的夹克，手心拿着一把白色的阳伞，倾向地面。透过裙摆，可以看见她穿着一双优雅的低跟白色女鞋。她的帽檐上垂下的半透明绿纱在风中向后飞飞扬，几乎遮住了她的整张脸，只露出一只珍珠耳环和少量的黑发。同时，她的右手停留在面纱上，让人觉得也许是海风过于呼啸，所以她不得不用手把帽子固定在头上。母女两人的衣饰是当时社会上层女性度假时的典型形象 
二人站在离海岸线几米处的沙滩上，海浪与沙滩在她们身后相融。画家在这里用简单的笔触描绘了沙滩。整个场景是从一个稍高一些的角度被描绘的，所以地平线在画面中并未出现，取而代之的是由海水、翻滚的白浪和沙滩组成的幕布般的背景。在阳光的照射下，作者使用加长的笔触绘画的海水反射出不同调性的蓝色。  克洛蒂尔德胸前的区域内海水是淡蓝色的，而身后的海水却是深蓝色的。而玛丽亚右方的青绿色水面则和沙滩相融，难以分辨。画面的主色调是她们裙上和伞上的白色。索罗拉沿用了法国印象派画家的手法，模糊了白色与其他颜色的边界，使得蓝色，黄色，淡紫色和橘色的渐变出现在白色中，构成了美妙的光影效果 画家使用亮白色把画面的主体形象与背景分离开。画面中的光线表明了这是一个黄昏，地中海的夏日阳光已经开始低斜，将母女两人的影子长长地映在沙滩上。这种对落日时光影效果的反复应用正是瓦伦西亚光影主义画派的一大特征，而索罗拉﹒华金就是这种后印象派主义在西班牙的集大成者。

## 创作背景

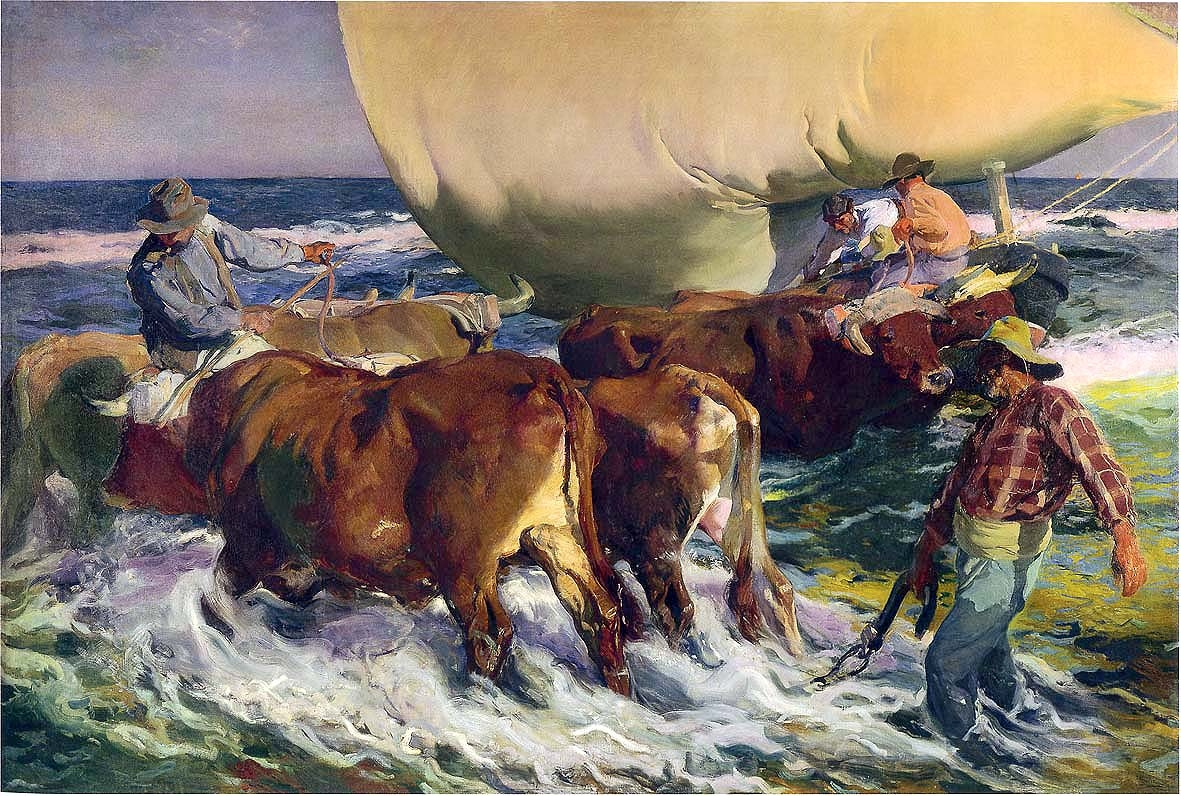
华金﹒索洛亚: 夕阳下，1903年

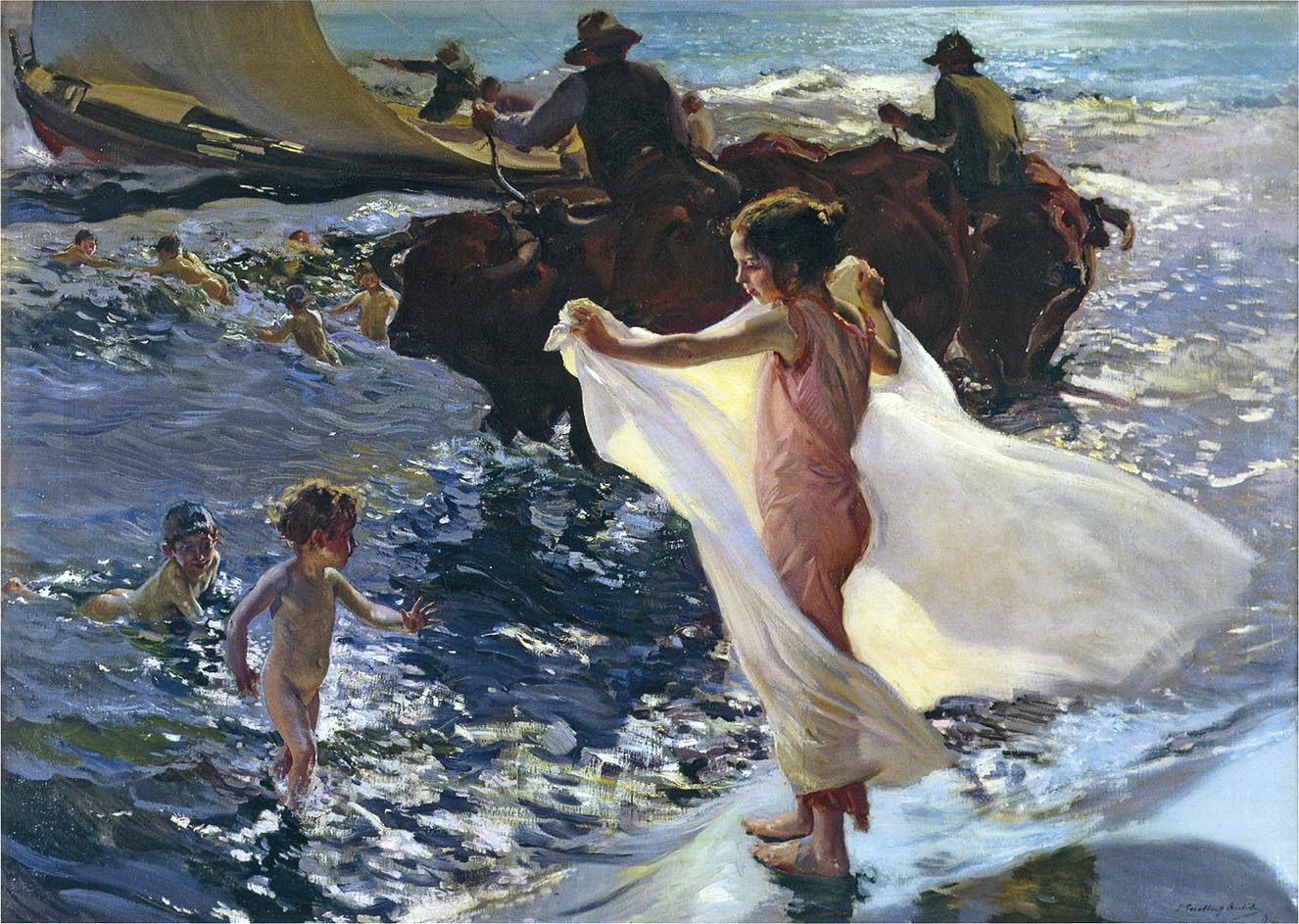
沐浴时间，1904年

1909年对于索罗拉来说是意义重大的一年。在此之前，他的画作已经在西班牙外的法国和德国得到了认可，但1909年却被认为是他的职业巅峰。在美国收藏家亨廷顿（Archer Milton Huntington）的邀请下，他在年初带着妻子和两个长子踏上了去往纽约的旅程。彼时亨廷顿在纽约筹办的西班牙拉美文化展览馆刚刚开放，索罗拉在这里举办了他在美国的第一次画展。 虽然这是索罗拉第一次跨越太平洋来到美国，他的画却获得了意想不到的成功。
画展开幕于二月四日， 一开始并没有吸引很多访客。但在当地报纸发表了一些正面评价之后，来访人数急剧增加。截止到三月八日，累计的访客数已经达到十六万九千人。受到这次成功的鼓舞，他们又在布法罗和波士顿举行了两场小型的展览  在美的这段时间里，画家收到了二十个肖像画的委托，其中甚至包括当时的新晋美总统，威廉·霍华德·塔夫脱的委托。 到了五月份画家离开美国时，他已经卖出了195幅画，赚取了超过十八万美元的巨款，其中的两幅画现在还收藏于大都会艺术博物馆。
回到欧洲，索罗塔在巴黎的法国艺术家联盟艺术展展出了自己1903年的画作，《夕阳》。 他从马德里去往瓦伦西亚，在那里和他的女儿艾琳娜以及其他家庭成员汇合，同时参加了当地的艺术展并获得了二等奖。画家计划在1911年再次前往美国布展，但是在此之前，他需要创作足够的新画，于是画家在瓦伦西亚待到了九月末。据他孙女，同时也是他的个人传记作者布兰卡回忆，“他创作出了出了他个人绘画生涯中一些最杰出的海景画”

## 索洛亚的海滩画

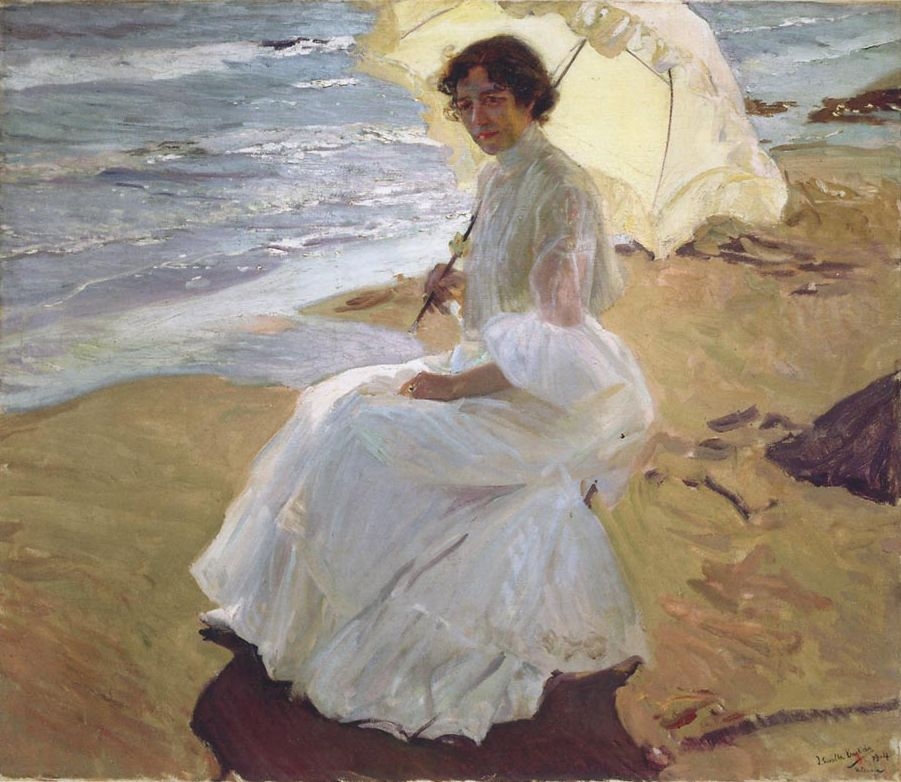
海滩上的克洛蒂尔德,1904

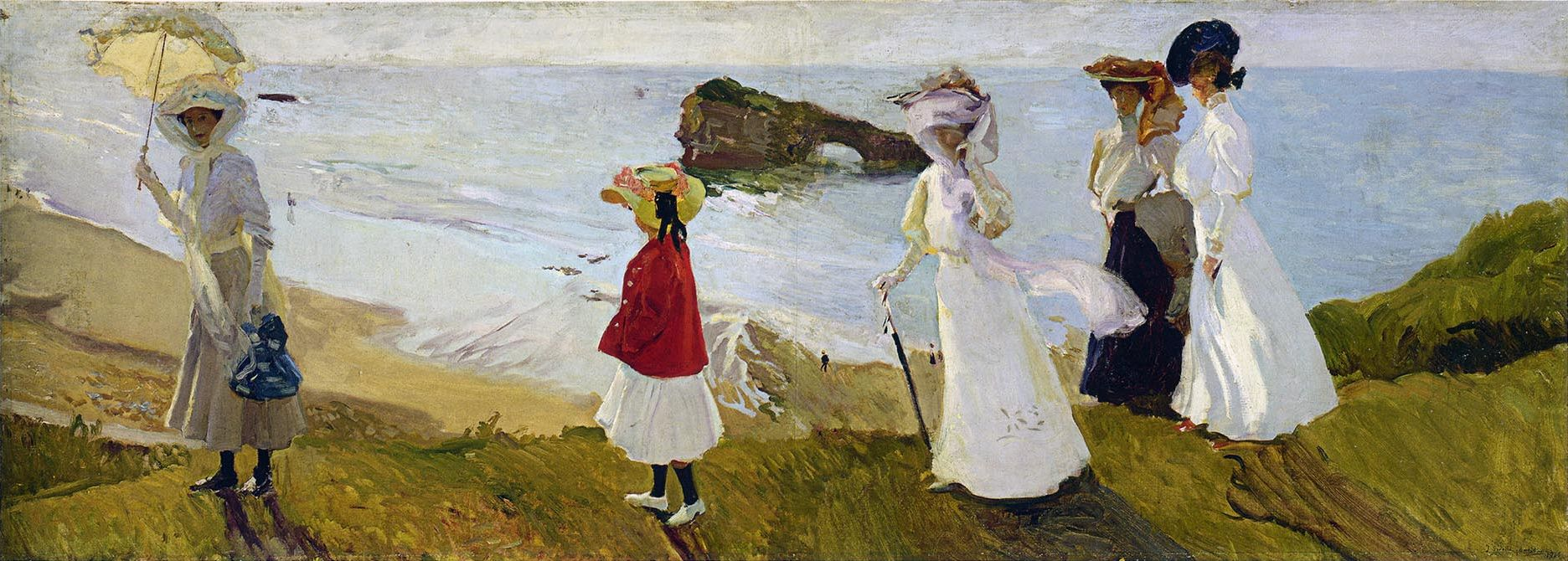
漫步法罗，1906年

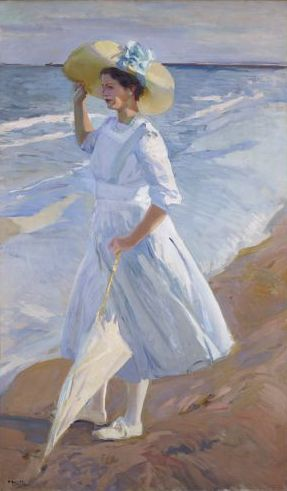
海滩上的埃琳娜，1909年

索罗拉的故乡是巴伦西亚，这使他对海滨生活极为熟悉。在他早期的作品里，有《海景》（《Marina》）这样描绘港口船景的画。他带着这幅画在1881年第一次参加了马德里的国家美术展。 在一些大型油画中，他描绘渔民把他们的收获拖上岸，并用牛把船的拉上沙滩的场景。他并不描画休闲活动的场景，而是把焦点放在工作中的人们上，为造船工人或者织网工人画肖像，这些画为他赢得了良好的社会反响。
从1900年开始，索洛亚开始画儿童沐浴的场景。 在1904年的画作《沐浴时间》（《 La hora del baño》）中，索罗拉将捕鱼和沐浴的孩子画在一起，画面中几个裸身的孩子在渔船间游泳，一头牛静静站在海水中。在画面的前景中，一位母亲拿着白色浴巾等待着孩子上岸。这幅画在《海边漫步》之前就体现了相同主题：风中衣物的飘动，海水与沙滩交界处以及傍晚逐渐昏暗的光线。
1906年，索洛亚带着家人前往西班牙北部的比亚里茨 游玩。在群像画《漫步法罗》 （《Paseo de Faro》）中，几位女子在崖壁下的沙滩上漫步。
在1909年，画家回到瓦伦西亚，重拾海边生活的绘画主题。在《海边的埃琳娜》中，他最小的女儿穿着白裙站在海边。

## 画作来源
在画家去世前，这幅画一直为他个人所有。在他的遗愿中，写明了这幅画将赠与索罗拉博物馆的首任馆长，他的儿子加利西亚。1931年，画家的妻子将整栋房子连同收藏品无偿捐献给了西班牙政府，为索罗拉博物馆争取到了资金上的支持。1948年，加利西亚追随母亲的脚步，也在死后将《海边漫步》无偿捐献给了西班牙政府，使得这幅名作成为了索罗拉博物馆收藏的一部分。